# Ángel Martínez Ortega
Ángel Martínez Ortega (Barcelona, Cataluña, España, 17 de mayo de 1991) es un exfutbolista español que jugaba de defensa.

## Trayectoria
Jugador natural de la ciudad de Barcelona que se formó en la cantera del Espanyol. Tras pasar por el Jaén, Deportivo "B", y Guijuelo, donde disputó el play-off a Segunda A contra el Leganés, retornó la temporada 2014-15, siendo ésta su segunda etapa en el filial espanyolista, en la que fue un fijo en el once y disputó 31 partidos. Anteriormente había disputado tres temporadas con el Espanyol "B" entre 2008 y 2011.
En verano de 2015 se hace oficial su fichaje por el Reus Deportiu, en la que consigue el ascenso a la Segunda División y la permanencia sobrada a la siguiente campaña en la categoría, lo que hace llamar la atención de distintos clubes, recalando junto con el entrenador Natxo González y el lateral diestro Alberto Benito en el Real Zaragoza, haciéndose oficiales dichas incorporaciones para el club blanquillo en junio de 2017.
El 4 de julio de 2018 se produjo su traspaso al Asteras Tripolis. Tras dos temporadas en el conjunto heleno, en agosto de 2020 fichó por el F. C. Viitorul Constanța rumano. Tras abandonar el club a final de año, regresó a Grecia para jugar en el Lamia F. C., donde estuvo hasta la temporada 2021-22.
Desde que abandonó Grecia estuvo varios meses sin equipo, hasta que en enero de 2023 se marchó a Asia para jugar en el Brunei DPMM F. C. que competía en la Liga Premier de Singapur. Allí estuvo un año y en enero de 2024 regresó a España después de fichar por el Linares Deportivo, donde puso fin a su carrera el siguiente mes de mayo debido a problemas cardiacos.

## Selección nacional
Ha sido internacional en categorías inferiores con España sub-17, sub-18 y sub-19. En 2008 se proclamó campeón del Europeo sub-17 en Turquía, al lado de jugadores como Thiago, Montoya y Canales.

## Clubes
| Club                             | País    | Año       |
| -------------------------------- | ------- | --------- |
| R. C. D. Espanyol "B"            | España  | 2008-2011 |
| Real Jaén (cedido)               | España  | 2010-2011 |
| R. C. Deportivo de La Coruña "B" | España  | 2011-2013 |
| C. D. Guijuelo                   | España  | 2013-2014 |
| R. C. D. Espanyol "B"            | España  | 2014-2015 |
| C. F. Reus Deportiu              | España  | 2015-2017 |
| Real Zaragoza                    | España  | 2017-2018 |
| Asteras Tripolis F. C.           | Grecia  | 2018-2020 |
| F. C. Viitorul Constanța         | Rumania | 2020      |
| Lamia F. C.                      | Grecia  | 2021-2022 |
| Brunei DPMM F. C.                | Brunéi  | 2023      |
| Linares Deportivo                | España  | 2024      |